# Séries éliminatoires de la Coupe Stanley 1962
Année précédente Année suivante
Les séries éliminatoires de la Coupe Stanley 1962 font suite à la saison 1961-1962 de la Ligue nationale de hockey. Les Maple Leafs de Toronto remportent la Coupe Stanley en battant en finale les Black Hawks de Chicago sur le score de 4 matchs à 2.

## Tableau récapitulatif
|  | Demi-finales                           | Demi-finales                           |         |   | Finale de la Coupe Stanley          | Finale de la Coupe Stanley          |
|  | Demi-finales                           | Demi-finales                           |         |   | Finale de la Coupe Stanley          | Finale de la Coupe Stanley          |
|  |                                        |                                        |         |   |                                     |                                     |
|  | 27, 29 mars, 1er, 3, 5 et 8 avril 1962 | 27, 29 mars, 1er, 3, 5 et 8 avril 1962 |         |   | 10, 12, 15, 17, 19 et 22 avril 1962 | 10, 12, 15, 17, 19 et 22 avril 1962 |
|  | 27, 29 mars, 1er, 3, 5 et 8 avril 1962 | 27, 29 mars, 1er, 3, 5 et 8 avril 1962 |         |   | 10, 12, 15, 17, 19 et 22 avril 1962 | 10, 12, 15, 17, 19 et 22 avril 1962 |
|  | Chicago                                | 4                                      |         |   | 10, 12, 15, 17, 19 et 22 avril 1962 | 10, 12, 15, 17, 19 et 22 avril 1962 |
|  | Chicago                                | 4                                      |         |   | 10, 12, 15, 17, 19 et 22 avril 1962 | 10, 12, 15, 17, 19 et 22 avril 1962 |
|  | Montréal                               | 2                                      |         |   | 10, 12, 15, 17, 19 et 22 avril 1962 | 10, 12, 15, 17, 19 et 22 avril 1962 |
|  | Montréal                               | 2                                      | Chicago | 2 |                                     |                                     |
|  | 27, 29 mars, 1er, 3, 5 et 7 avril 1962 |                                        | Chicago | 2 |                                     |                                     |
|  |                                        | Toronto                                | 4       |   |                                     |                                     |
|  | New York                               | Toronto                                | 4       | 2 |                                     |                                     |
|  | New York                               |                                        |         | 2 |                                     |                                     |
|  | Toronto                                | 4                                      |         |   |                                     |                                     |
|  | Toronto                                | 4                                      |         |   |                                     |                                     |

## Détails des séries

### Demi-finales de la Coupe Stanley

#### Montréal contre Chicago
| 27 mars | Canadiens de Montréal | 2-1 (0-0, 0-0, 2-1) | Black Hawks de Chicago | Forum de Montréal |

| Feuille de match | Feuille de match                                                            | Feuille de match | Feuille de match                        | Feuille de match                                       |
| ---------------- | --------------------------------------------------------------------------- | ---------------- | --------------------------------------- | ------------------------------------------------------ |
|                  | Moore (Talbot, Goyette) — 41 min 32 s Béliveau (Johnson) — 45 min 38 s (SN) | 1-0 2-0 2-1      | Mikita (Hull, Pilote) — 58 min 6 s (IN) | Arbitrage : Eddie Powers Neil Armstrong, Matt Pavelich |
| Plante           | Gardiens                                                                    | Hall             |                                         | Arbitrage : Eddie Powers Neil Armstrong, Matt Pavelich |
|                  |                                                                             |                  |                                         | Arbitrage : Eddie Powers Neil Armstrong, Matt Pavelich |
| 36               | Tirs                                                                        | 34               |                                         | Arbitrage : Eddie Powers Neil Armstrong, Matt Pavelich |

| 29 mars | Canadiens de Montréal | 4-3 (1-1, 0-1, 3-1) | Black Hawks de Chicago | Forum de Montréal |

| Feuille de match | Feuille de match | Feuille de match            | Feuille de match                                                                                         | Feuille de match                                       |
| ---------------- | --- | --------------------------- | --- | ------------------------------------------------------ |
|                  | Moore (Hicke, Backstrom) — 15 min 10 s (SN) Moore (Hicke, Geoffrion) — 51 min 4 s (SN) Talbot (Moore, Goyette) — 52 min 45 s Provost (Goyette, JC. Tremblay) — 54 min 5 s | 0-1 1-1 1-2 1-3 2-3 3-3 4-3 | Hull (Hay, Mikita) — 5 min 26 s (SN) Mikita (Wharram, St-Laurent) — 25 min 15 s Hull (Hay) — 45 min 15 s | Arbitrage : Frank Udvari Neil Armstrong, Matt Pavelich |
| Plante           | Gardiens | Hall                        | | Arbitrage : Frank Udvari Neil Armstrong, Matt Pavelich |
|                  | |                             | | Arbitrage : Frank Udvari Neil Armstrong, Matt Pavelich |
| 27               | Tirs | 29                          | | Arbitrage : Frank Udvari Neil Armstrong, Matt Pavelich |

| 1er avril | Black Hawks de Chicago | 4-1 (2-0, 1-0, 1-1) | Canadiens de Montréal | Chicago Stadium |

| Feuille de match | Feuille de match | Feuille de match    | Feuille de match                            | Feuille de match                                |
| ---------------- | --- | ------------------- | ------------------------------------------- | ----------------------------------------------- |
|                  | Horvath (Nesterenko, Fleming) — 9 min 5 s Mikita (St-Laurent) — 18 min 6 s Hay (McDonald, Hull) — 39 min 17 s (SN) Wharram (Mikita, McDonald) — 42 min 15 s | 1-0 2-0 3-0 4-0 4-1 | Berenson (Provost, Fontinato) — 54 min 27 s | Arbitrage : Vern Buffey George Hayes, Ron Wicks |
| Hall             | Gardiens | Plante              |                                             | Arbitrage : Vern Buffey George Hayes, Ron Wicks |
|                  | |                     |                                             | Arbitrage : Vern Buffey George Hayes, Ron Wicks |
| 27               | Tirs | 27                  |                                             | Arbitrage : Vern Buffey George Hayes, Ron Wicks |

| 3 avril | Black Hawks de Chicago | 5-3 (2-0, 0-2, 3-1) | Canadiens de Montréal | Chicago Stadium |

| Feuille de match | Feuille de match | Feuille de match                | Feuille de match | Feuille de match                                 |
| ---------------- | --- | ------------------------------- | --- | ------------------------------------------------ |
|                  | Hull (Pilote, Mikita) — 1 min 51 s (SN) Horvath (Mikita) — 8 min 28 s McDonald (Wharram, Mikita) — 44 min 39 s Hay (McDonald, Mikita) — 45 min 16 s (SN) McDonald (Hay) — 52 min 56 s (SN) | 1-0 2-0 2-1 2-2 3-2 4-2 4-3 5-3 | Béliveau (Marshall, Rousseau) — 23 min 26 s (SN) Moore (Goyette) — 36 min 4 s G. Tremblay (Rousseau, Béliveau) — 48 min 26 s | Arbitrage : Eddie Powers Ron Wicks, George Hayes |
| Hall             | Gardiens | Plante                          | | Arbitrage : Eddie Powers Ron Wicks, George Hayes |
|                  | |                                 | | Arbitrage : Eddie Powers Ron Wicks, George Hayes |
| 42               | Tirs | 35                              | | Arbitrage : Eddie Powers Ron Wicks, George Hayes |

| 5 avril | Canadiens de Montréal | 3-4 (2-2, 0-1, 1-1) | Black Hawks de Chicago | Forum de Montréal |

| Feuille de match | Feuille de match                                                                                      | Feuille de match            | Feuille de match | Feuille de match                                       |
| ---------------- | --- | --------------------------- | --- | ------------------------------------------------------ |
|                  | - Goyette (Provost) — 6 min 13 s Provost (Moore) — 13 min 8 s - Berenson (JC. Tremblay) — 50 min 26 s | 0-1 1-1 2-1 2-2 2-3 2-4 3-4 | Hull (Mikita) — 2 min 55 s - Horvath (Fleming) — 17 min 27 s Wharram (McDonald) — 39 min 14 s Hay (Pilote) — 41 min 39 s - | Arbitrage : Frank Udvari Matt Pavelich, Neil Armstrong |
| Plante           | Gardiens                                                                                              | Hall                        | | Arbitrage : Frank Udvari Matt Pavelich, Neil Armstrong |
|                  | |                             | | Arbitrage : Frank Udvari Matt Pavelich, Neil Armstrong |
| 25               | Tirs                                                                                                  | 35                          | | Arbitrage : Frank Udvari Matt Pavelich, Neil Armstrong |

| 7 avril | Black Hawks de Chicago | 2-0 (1-0, 1-0, 0-0) | Canadiens de Montréal | Chicago Stadium |

| Feuille de match | Feuille de match                                                                  | Feuille de match | Feuille de match | Feuille de match                                 |
| ---------------- | --------------------------------------------------------------------------------- | ---------------- | ---------------- | ------------------------------------------------ |
|                  | McDonald (Mikita, Wharram) — 4 min 2 s Wharram (St-Laurent, Mikita) — 33 min 39 s | 1-0 2-0          | - -              | Arbitrage : Eddie Powers Ron Wicks, George Hayes |
| Hall             | Gardiens                                                                          | Plante           |                  | Arbitrage : Eddie Powers Ron Wicks, George Hayes |
|                  |                                                                                   |                  |                  | Arbitrage : Eddie Powers Ron Wicks, George Hayes |
| 41               | Tirs                                                                              | 29               |                  | Arbitrage : Eddie Powers Ron Wicks, George Hayes |

#### Toronto contre New York
| 27 mars | Maple Leafs de Toronto | 4-2 (1-0, 2-2, 1-0) | Rangers de New York | Maple Leaf Gardens |

| Feuille de match | Feuille de match | Feuille de match        | Feuille de match                                                         | Feuille de match                                 |
| ---------------- | --- | ----------------------- | ------------------------------------------------------------------------ | ------------------------------------------------ |
|                  | Keon (Duff) — 6 min 53 s Kelly (Stewart, Mahovlich) — 20 min 24 s - Horton (Pulford, Nevin) — 34 min 42 s (SN) - Armstrong (Horton) — 59 min 19 s | 1-0 2-0 2-1 3-1 3-2 4-2 | - Schinkel (Balon) — 31 min 56 s - Ingarfield (Bathgate) — 39 min 25 s - | Arbitrage : Frank Udvari Ron Wicks, George Hayes |
| Bower            | Gardiens | Worsley                 |                                                                          | Arbitrage : Frank Udvari Ron Wicks, George Hayes |
|                  | |                         |                                                                          | Arbitrage : Frank Udvari Ron Wicks, George Hayes |
| 27               | Tirs | 26                      |                                                                          | Arbitrage : Frank Udvari Ron Wicks, George Hayes |

| 29 mars | Maple Leafs de Toronto | 2-1 (0-0, 2-1, 0-0) | Rangers de New York | Maple Leaf Gardens |

| Feuille de match | Feuille de match                                                                         | Feuille de match | Feuille de match                                       | Feuille de match                                |
| ---------------- | ---------------------------------------------------------------------------------------- | ---------------- | ------------------------------------------------------ | ----------------------------------------------- |
|                  | Armstrong (Horton, Duff) — 29 min 37 s (SN) - Pulford (Nevin, Litzenberger) — 38 min 8 s | 1-0 1-1 2-1      | - Ingarfield (Bathgate, Prentice) — 32 min 42 s (SN) - | Arbitrage : Vern Buffey Ron Wicks, George Hayes |
| Bower            | Gardiens                                                                                 | Worsley          |                                                        | Arbitrage : Vern Buffey Ron Wicks, George Hayes |
|                  |                                                                                          |                  |                                                        | Arbitrage : Vern Buffey Ron Wicks, George Hayes |
| 27               | Tirs                                                                                     | 37               |                                                        | Arbitrage : Vern Buffey Ron Wicks, George Hayes |

| 1er avril | Rangers de New York | 5-4 (0-1, 3-1, 2-2) | Maple Leafs de Toronto | Madison Square Garden |

| Feuille de match | Feuille de match | Feuille de match                    | Feuille de match | Feuille de match |
| ---------------- | --- | ----------------------------------- | --- | ---------------- |
|                  | - Gendron (Hebenton, Ingarfield) — 21 min 25 s - Wilson (Balon) — 27 min 5 s Wilson — 39 min 50 s - Hebenton (Prentice, Ingarfield) — 45 min 2 s (SN) Balon (Wilson, Gilbert) — 48 min 17 s - | 0-1 1-1 1-2 2-2 3-2 3-3 4-3 5-3 5-4 | Horton (Duff) — 5 min 59 s (SN) - Armstrong (Duff) — 26 min 46 s - Kelly (Horton) — 44 min 47 s (SN) - Pulford (Nevin) — 53 min 43 s |                  |
| Worsley          | Gardiens | Bower                               | |                  |
|                  | |                                     | |                  |
| 36               | Tirs | 26                                  | |                  |

| 3 avril | Rangers de New York | 4-2 (2-0, 0-0, 2-2) | Maple Leafs de Toronto | Madison Square Garden |

| Feuille de match | Feuille de match | Feuille de match        | Feuille de match                                                                     | Feuille de match |
| ---------------- | --- | ----------------------- | ------------------------------------------------------------------------------------ | ---------------- |
|                  | Gilbert — 41 s Gilbert (Wilson, Balon) — 15 min 46 s - Balon (Gilbert, Harvey) — 54 min 3 s - Gendron (Hebenton) — 59 min 30 s | 1-0 2-0 2-1 3-1 3-2 4-2 | - Pulford (Kelly, Stanley) — 51 min 56 s - Nevin (Horton, Mahovlich) — 56 min 22 s - |                  |
| Worsley          | Gardiens | Bower                   |                                                                                      |                  |
|                  | |                         |                                                                                      |                  |
| 40               | Tirs | 36                      |                                                                                      |                  |

| 5 avril | Maple Leafs de Toronto | 3-2 (2 pr) (1-0, 1-1, 0-0, 1-1, 0-0) | Rangers de New York | Maple Leaf Gardens |

| Feuille de match | Feuille de match                                                                               | Feuille de match    | Feuille de match                                                        | Feuille de match                                 |
| ---------------- | ---------------------------------------------------------------------------------------------- | ------------------- | ----------------------------------------------------------------------- | ------------------------------------------------ |
|                  | Stewart (Kelly) — 7 min 46 s Mahovlich (Kelly) — 32 min 21 s - Kelly (Mahovlich) — 84 min 23 s | 1-0 2-0 2-1 2-2 3-2 | - Gendron (Hampson) — 33 min 41 s Ingarfield (Langlois) — 52 min 31 s - | Arbitrage : Eddie Powers George Hayes, Ron Wicks |
| Bower            | Gardiens                                                                                       | Worsley             |                                                                         | Arbitrage : Eddie Powers George Hayes, Ron Wicks |
|                  |                                                                                                |                     |                                                                         | Arbitrage : Eddie Powers George Hayes, Ron Wicks |
|                  |                                                                                                |                     |                                                                         | Arbitrage : Eddie Powers George Hayes, Ron Wicks |

| 8 avril | Maple Leafs de Toronto | 7-1 (3-1, 3-0, 1-0) | Rangers de New York | Madison Square Garden |

| Feuille de match | Feuille de match | Feuille de match                | Feuille de match                               | Feuille de match                                       |
| ---------------- | --- | ------------------------------- | ---------------------------------------------- | ------------------------------------------------------ |
|                  | Armstrong (Keon, Brewer) — 9 min 36 s Pulford (Litzenberger) — 12 min 12 s Keon (Horton, Duff) — 17 min 52 s - Duff (Stanley, Horton) — 23 min 17 s Mahovlich (Horton) — 25 min 1 s Duff (Armstrong, Keon) — 37 min 34 s (SN) Keon (Kelly, Duff) — 49 min 53 s | 1-0 2-0 3-0 3-1 4-1 5-1 6-1 7-1 | - Bathgate (Gendron, Howell) — 18 min 21 s - - | Arbitrage : Frank Udvari Matt Pavelich, Neil Armstrong |
|                  | |                                 |                                                | Arbitrage : Frank Udvari Matt Pavelich, Neil Armstrong |
|                  | |                                 |                                                | Arbitrage : Frank Udvari Matt Pavelich, Neil Armstrong |
| 40               | Tirs | 25                              |                                                | Arbitrage : Frank Udvari Matt Pavelich, Neil Armstrong |

### Finale de la Coupe Stanley
| 10 avril | Maple Leafs de Toronto | 4-1 (0-1, 2-0, 2-0) | Black Hawks de Chicago | Maple Leaf Gardens |

| Feuille de match | Feuille de match | Feuille de match    | Feuille de match                            | Feuille de match                                 |
| ---------------- | --- | ------------------- | ------------------------------------------- | ------------------------------------------------ |
|                  | - Keon (Armstrong) — 21 min 32 s Mahovlich (Kelly, Stewart) — 23 min 54 s (SN) Armstrong (Duff) — 46 min 3 s Horton (Armstrong) — 54 min 32 s | 0-1 1-1 2-1 3-1 4-1 | Hull (Pilote, Mikita) — 3 min 35 s (SN) - - | Arbitrage : Eddie Powers Ron Wicks, George Hayes |
| Bower            | Gardiens | Hall                |                                             | Arbitrage : Eddie Powers Ron Wicks, George Hayes |
|                  | |                     |                                             | Arbitrage : Eddie Powers Ron Wicks, George Hayes |
| 25               | Tirs | 33                  |                                             | Arbitrage : Eddie Powers Ron Wicks, George Hayes |

| 12 avril | Maple Leafs de Toronto | 3-2 (1-0, 0-0, 2-2) | Black Hawks de Chicago | Maple Leaf Gardens |

| Feuille de match | Feuille de match | Feuille de match    | Feuille de match                                                                 | Feuille de match                                 |
| ---------------- | --- | ------------------- | -------------------------------------------------------------------------------- | ------------------------------------------------ |
|                  | Harris (Horton, Stewart) — 2 min 35 s (SN) - Mahovlich (Stewart, Kelly) — 49 min 47 s Armstrong (Duff, Stanley) — 56 min 8 s - | 1-0 1-1 2-1 3-1 3-2 | - Mikita (Wharram, McDonald) — 48 min 47 s - Mikita (Pilote, Hull) — 58 min 27 s | Arbitrage : Frank Udvari Ron Wicks, George Hayes |
| Bower            | Gardiens | Hall                |                                                                                  | Arbitrage : Frank Udvari Ron Wicks, George Hayes |
|                  | |                     |                                                                                  | Arbitrage : Frank Udvari Ron Wicks, George Hayes |
| 29               | Tirs | 31                  |                                                                                  | Arbitrage : Frank Udvari Ron Wicks, George Hayes |

| 15 avril | Black Hawks de Chicago | 3-0 (0-0, 2-0, 1-0) | Maple Leafs de Toronto | Chicago Stadium |

| Feuille de match | Feuille de match | Feuille de match | Feuille de match | Feuille de match                                       |
| ---------------- | --- | ---------------- | ---------------- | ------------------------------------------------------ |
|                  | Mikita (Pilote, McDonald) — 24 min 35 s McDonald (Pilote, Hay) — 28 min 33 s (SN) Horvath (Nesterenko) — 59 min 21 s | 1-0 2-0 3-0      | - -              | Arbitrage : Eddie Powers Neil Armstrong, Matt Pavelich |
| Hall             | Gardiens | Bower            |                  | Arbitrage : Eddie Powers Neil Armstrong, Matt Pavelich |
|                  | |                  |                  | Arbitrage : Eddie Powers Neil Armstrong, Matt Pavelich |
| 19               | Tirs | 33               |                  | Arbitrage : Eddie Powers Neil Armstrong, Matt Pavelich |

| 17 avril | Black Hawks de Chicago | 4-1 (2-1, 2-0, 0-0) | Maple Leafs de Toronto | Chicago Stadium |

| Feuille de match | Feuille de match | Feuille de match                          | Feuille de match                                | Feuille de match                                       |
| ---------------- | --- | ----------------------------------------- | ----------------------------------------------- | ------------------------------------------------------ |
|                  | Hull (Mikita) — 10 min 35 s Fleming (Nesterenko) — 15 min 41 s - Hull (Mikita, Hay) — 20 min 46 s Fleming (Horvath, Nesterenko) — 27 min 31 s | 1-0 2-0 2-1 3-1 4-1                       | - Kelly (Duff, Armstrong) — 18 min 6 s (SN) - - | Arbitrage : Frank Udvari Neil Armstrong, Matt Pavelich |
| Hall             | Gardiens | Bower (14 min 40 s) Simmons (45 min 20 s) |                                                 | Arbitrage : Frank Udvari Neil Armstrong, Matt Pavelich |
|                  | |                                           |                                                 | Arbitrage : Frank Udvari Neil Armstrong, Matt Pavelich |
| 30               | Tirs | 29                                        |                                                 | Arbitrage : Frank Udvari Neil Armstrong, Matt Pavelich |

| 19 avril | Maple Leafs de Toronto | 8-4 (2-1, 3-2, 3-1) | Black Hawks de Chicago | Maple Leaf Gardens |

| Feuille de match | Feuille de match | Feuille de match                                | Feuille de match | Feuille de match                                 |
| ---------------- | --- | ----------------------------------------------- | --- | ------------------------------------------------ |
|                  | Pulford (Olmstead, Nevin) Pulford - Harris (Horton, Mahovlich) Keon (Horton, Mahovlich) Mahovlich (Kelly, Stewart) Armstrong (Brewer, Baun) Mahovlich (Stewart, Baun) - Pulford (Harris, Horton) — 53 min 51 s (SN) | 1-0 2-0 2-1 2-2 2-3 3-3 4-3 5-3 6-3 7-3 7-4 8-4 | - Balfour (Hay, Hull) McDonald (Mikita, St-Laurent) McDonald (Hull, Mikita) - Turner (Nesterenko, St-Laurent) — 50 min 31 s (IN) - | Arbitrage : Eddie Powers Ron Wicks, George Hayes |
| Simmons          | Gardiens | Hall                                            | | Arbitrage : Eddie Powers Ron Wicks, George Hayes |
|                  | |                                                 | | Arbitrage : Eddie Powers Ron Wicks, George Hayes |
| 26               | Tirs | 36                                              | | Arbitrage : Eddie Powers Ron Wicks, George Hayes |

| 22 avril | Black Hawks de Chicago | 1-2 (0-0, 0-0, 1-2) | Maple Leafs de Toronto | Chicago Stadium |

| Feuille de match | Feuille de match                      | Feuille de match | Feuille de match                                                                    | Feuille de match                                       |
| ---------------- | ------------------------------------- | ---------------- | ----------------------------------------------------------------------------------- | ------------------------------------------------------ |
|                  | Hull (Balfour, Hay) — 48 min 56 s - - | 1-0 1-1 1-2      | - Nevin (Baun, Mahovlich) — 50 min 29 s Duff (Horton, Armstrong) — 54 min 14 s (SN) | Arbitrage : Frank Udvari Matt Pavelich, Neil Armstrong |
| Hall             | Gardiens                              | Simmons          |                                                                                     | Arbitrage : Frank Udvari Matt Pavelich, Neil Armstrong |
|                  |                                       |                  |                                                                                     | Arbitrage : Frank Udvari Matt Pavelich, Neil Armstrong |
| 35               | Tirs                                  | 20               |                                                                                     | Arbitrage : Frank Udvari Matt Pavelich, Neil Armstrong |